# Зграда главне малтарнице
Зграда главне малтарнице се налази на углу Београдске улице и Трга владике Николаја, у Подграђу Петроварадинске тврђаве. Према историјским изворима у овој кући се налазила главна малтарница где се наплаћивала „малтарина”, односно мостарина за прелаз преко понтонског моста.
Зграда је подигнута за стамбено-пословну намену, правоугаоне основе са малим двориштем. Према архитектонским решењима, начину изградње, претпоставља се да је зграда подигнута у другој половини 18. века. Обе уличне фасаде су решено симетрично, равно малтерисане са наглашеним поткровним и међуспратним венцем. У нивоу спрата из Београдске улице налази се правоугаона ниша полукружне основе са барокном скулптуром Св. Антуна са малим Христом.